# Berliet CAK
Der Berliet CAK war ein mittlerer französischer Lastkraftwagen aus der Zeit vor dem Ersten Weltkrieg.

## Geschichte, Technik
Die allgemeine Betriebserlaubnis für den Berliet CAK wurde im Juli 1912 erteilt, ab diesem Zeitpunkt wurde das Fahrzeug gebaut.
Der wassergekühlte Vierzylindermotor hatte eine Bohrung von 100 und einen Hub von 140 mm, also einen Hubraum von 4398 cm³ und gab seine nicht genannte Höchstleistung bei 1200/min ab. Steuerlich war das Fahrzeug mit 22 Steuer-PS eingestuft. Das Getriebe hatte vier Vorwärtsgänge, dazu einen Rückwärtsgang. Zu Radstand und Nutzlast gibt es keine Angaben. Der Antrieb auf die Hinterachse erfolgte über Ketten.
Das Fahrzeug war auch als leichter Omnibus lieferbar. Es gibt Abbildungen mit einem etwa 15-sitzigen Ausflugbus (Charabanc) und als Omnibus mit geschlossenem Aufbau.